# Каїка золотоголовий
Ка́їка золотоголовий (Pyrilia pyrilia) — вид папугоподібних птахів родини папугових (Psittacidae). Мешкає в Панамі, Колумбії і Венесуелі.

## Опис
Довжина птаха становить 22-24 см. Голова, шия і плечі темно-жовті, спина зелена, груди оливково-коричневі. На крилах сині смуги, нижня сторона крил червонувата. Махові пера чорнуваті. Хвіст зелений з синіми плямами. Лапи оливкові, дзьоб білуватий. Навколо очей плями голої білої шкіри.

## Поширення і екологія
Золотоголові каїки живуть у кронах вологих рівнинних, гірських та хмарних тропічних лісів. Зустрічаються парами або зграями до 10 птахів, на висоті від 900 до 1000 м над рівнем моря, місцями на висоті до 1650 м над рівнем моря.

## Збереження
МСОП класифікує стан збереження цього виду як близький до загрозливого. За оцінками дослідників, популяція золотоголових каїк становить від 10 до 20 тисяч дорослих птахів. Їм загрожує знищення природного середовища.